# Mercedes-Benz W164
W164 è la sigla di un'autovettura SUV di lusso prodotta dalla Mercedes-Benz dal 2005 al 2011 e costituente la seconda serie della cosiddetta Classe M, ossia la classe dei SUV di grossa taglia della Casa tedesca.

## Storia e profilo

### Debutto
Il nuovo SUV Mercedes-Benz di grossa taglia è stato presentato al Salone dell'automobile di Detroit nel gennaio 2005. Per realizzare il nuovo modello, la DaimlerChrysler ha investito ingenti cifre per il suo stabilimento di Tuscaloosa (Alabama): ben 600 milioni di dollari destinati alle catene di montaggio della W164, ma anche al crossover della Classe R, che avrebbe debuttato l'anno seguente e che condivideva gran parte della meccanica con la W164 stessa.

#### Design ed interni
Rispetto al modello che andava a sostituire, la Classe M W164 appariva innanzitutto più moderna, grazie all'evidente gioco di spigoli e curve che si poteva intravedere praticamente ovunque, osservandone il corpo vettura, il tutto in contrasto con le forme tondeggianti della precedente serie W163. Nel complesso, la vettura risulta più larga, più lunga e più alta della vecchia Classe M. Il frontale si riconosce innanzitutto per la calandra, costituita da spessi listelli orizzontali forati, ai lati della quale campeggiano i fari, ora più spigolosi e non più a forma di goccia come in precedenza. Il tutto è sottolineato da un robusto scudo paraurti munito di fendinebbia. Lateralmente, spiccano i passaruota sporgenti e dal bordo spigoloso. Un elemento oramai tradizionale presso le vetture della Casa tedesca stava negli specchietti retrovisori esterni con indicatore di direzione integrato. Ed ancora, del vecchio modello è stato mantenuto il montante posteriore massiccio ed inclinato in avanti, con i finestrini laterali posteriori che vanno a formare un tutt'uno con il lunotto. La coda è caratterizzata essenzialmente dai gruppi ottici di nuovo disegno.

Internamente, il nuovo SUV tedesco spicca per il notevole aumento dello spazio e dell'abitabilità: l'aumento del passo di circa 10 cm, ha favorito positivamente il comfort a bordo per cinque persone. L'ambiente interno è più rifinito e moderno, specie osservando la plancia dal disegno più elegante ed impreziosito dal grande schermo del navigatore, nonché il cruscotto costituito essenzialmente dai due principali strumenti (tachimetro e contagiri), più alcuni piccoli display che indicano altre informazioni aggiuntive. Posteriormente, si ha la possibilità di disporre una zona climatizzata separatamente, ma a differenza del modello precedente, i sedili non sono regolabili longitudinalmente. Il vano bagagli è invece rimasto pressoché invariato come capacità.

#### Struttura, meccanica e motori
La principale novità introdotta dalla seconda generazione della Classe M è costituita dall'abbandono della struttura a telaio separato in favore della più moderna scocca portante. Tale soluzione ha permesso tra l'altro di poter progettare una scocca a deformazione programmata, assente nella serie W163, e che assicura sul nuovo modello un livello di protezione per gli occupanti molto più elevato in caso di impatto.

Le sospensioni, a ruote indipendenti su entrambi gli assi, prevedono bracci trasversali, barre stabilizzatrici e molle elicoidali sia all'avantreno che al retrotreno. I freni sono a disco sulle quattro ruote, con quelli anteriori autoventilanti.

Lo sterzo è a cremagliera e con servosterzo idraulico, ed è stato rivisto in maniera tale da risultare più diretto e preciso.

Al suo debutto, la W164 era disponibile in quattro motorizzazioni, due a benzina e due a gasolio:
- ML350: motore V6 da 3498 cm³ e 272 CV di potenza massima;
- ML500: motore V8 da 4966 cm³ e 306 CV;
- ML280 CDI: motore V6 turbodiesel common rail da 2987 cm³ e 190 CV;
- ML320 CDI: motore V6 turbodiesel common rail da 2987 cm³ e 224 CV.

Tutte le motorizzazioni erano accoppiate ad un cambio automatico-sequenziale 7G-Tronic a 7 rapporti. Per quanto riguarda la trasmissione, va detto che normalmente utilizza tre differenziali i quali ripartiscono la coppia motrice al 50% tra i due assi, con possibilità di selezionare un programma specifico per l'utilizzo off-road, grazie al quale vengono settati automaticamente dei parametri (erogazione di coppia, sensibilità dei dispositivo di controllo trazione e gestione della frenata, ecc.). Tale schema di trasmissione è ampliabile con il pacchetto Offroad Pro, descritto poco più avanti.

#### Allestimenti e dotazioni

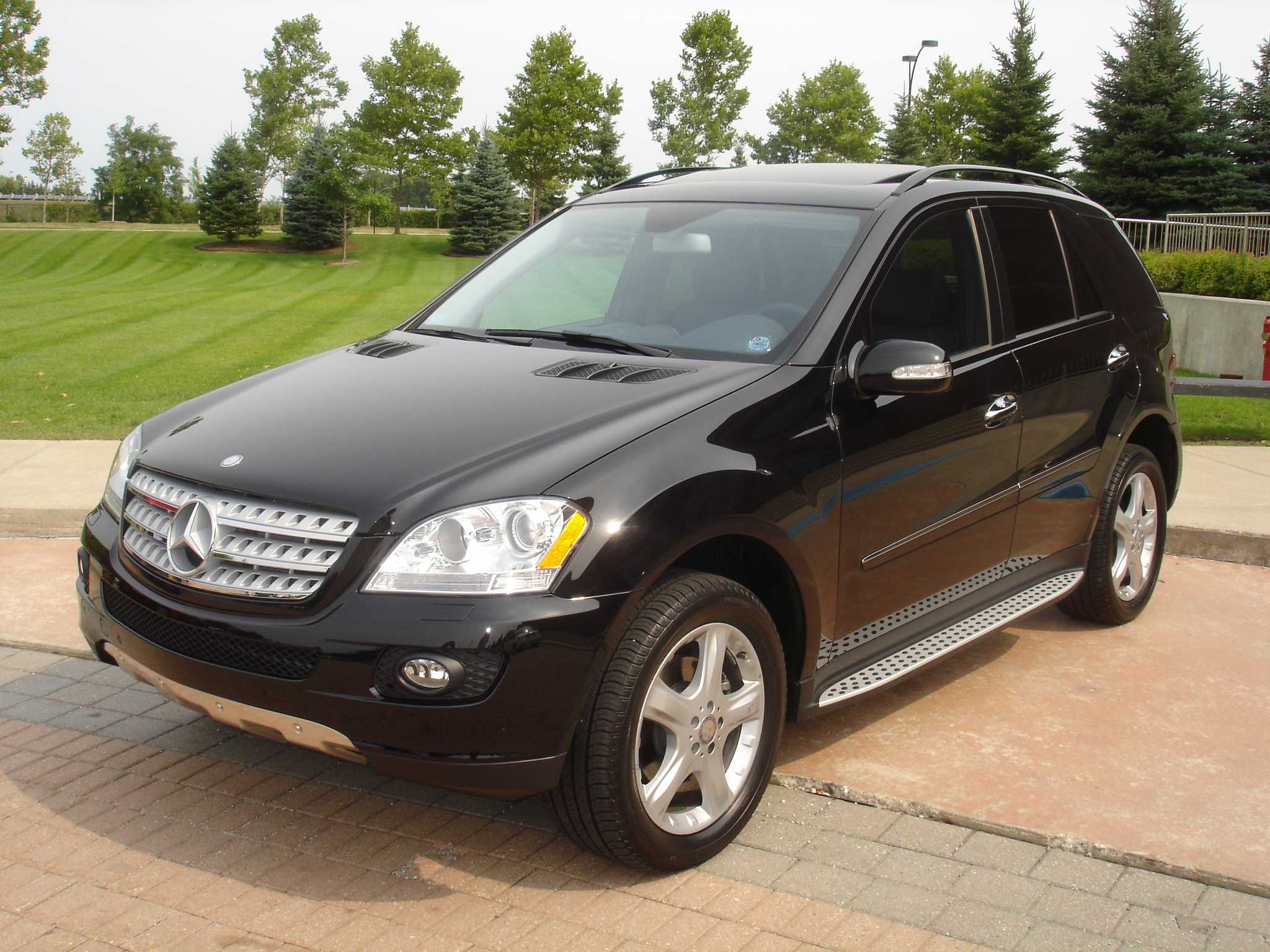
Mercedes-Benz W164 del 2008

I livelli di allestimento previsti per il debutto della W164 erano quattro:
- Base, prevista per tutte le versioni tranne la ML500;
- Chrome, Sport ed Offroad Pro, previste per tutte le versioni.

Una menzione particolare va data all'allestimento Offroad Pro, che di fatto rende la vettura molto più simile ad un fuoristrada che ad un SUV vero e proprio, poiché con tale pacchetto si viene a disporre di un cambio 7G-Tronic con in più 7 marce ridotte, dei differenziali centrale e posteriore bloccabili anche al 100%, di protezioni aggiuntive nella parte posteriore della carrozzeria e di strumenti come la bussola. Il pacchetto OffRoad Pro, come del resto anche l'allestimento Sport, offre inoltre il sistema di sospensioni pneumatiche a smorzamento controllato e selezionabile su tre livelli: Auto, Sport e Comfort.

In ogni caso, l'equipaggiamento di serie comune ai quattro livelli di allestimento comprende: ABS, ESP, controllo della trazione, airbag per guidatore e passeggero, airbag laterali ed airbag per la testa, sistema Pre-Safe, autoradio, climatizzatore, vetri elettrici anteriori e posteriori, sedile guida regolabile in altezza, divano posteriore sdoppiabile, poggiatesta posteriori e retrovisori esterni elettrici e riscaldabili, fendinebbia e sensori di parcheggio.

Gli optional a pagamento comuni a tutta la gamma comprendevano invece l'antifurto, i fari allo xeno, i sedili anteriori regolabili longitudinalmente ed il tetto apribile.

I livelli base e Chrome potevano essere ottenuti anch'essi con le sospensioni pneumatiche, ma a pagamento e non di serie. Il navigatore satellitare era di serie solo nell'allestimento Sport, mentre era optional negli altri allestimenti. Infine, gli interni in pelle ed alcantara si potevano avere solo negli allestimenti Sported Offroad Pro, mentre non erano previsti per gli altri allestimenti, neppure a pagamento.

### Evoluzione

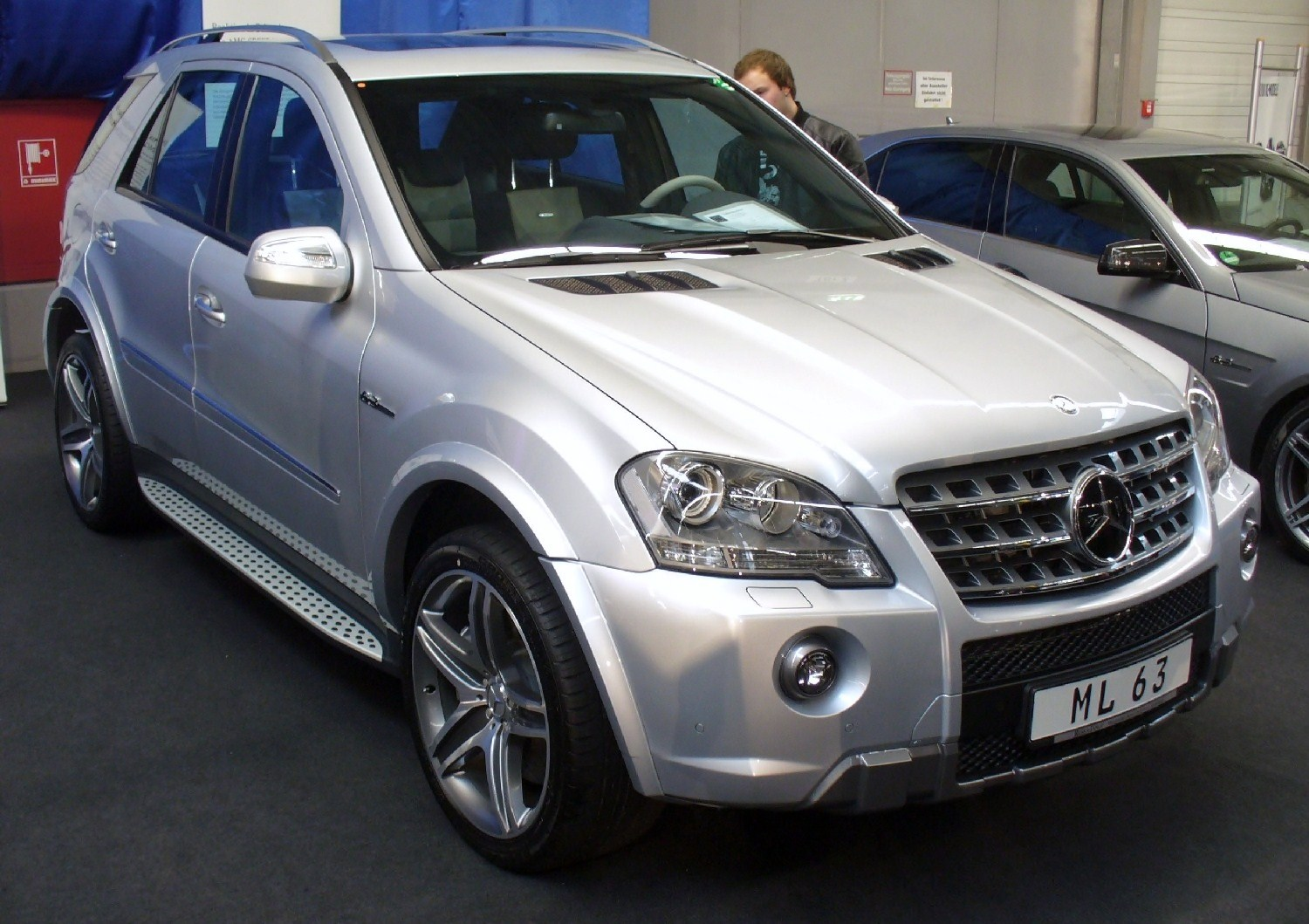
Una ML63 AMG

Entro l'estate del 2005, la commercializzazione della W164 viene avviata a livello planetario o quasi. Nel 2006 vengono introdotte due nuove versioni: da una parte la ML63 AMG, equipaggiata con il poderoso V8 da 6.2 litri in grado di erogare 510 CV; dall'altra parte la ML420 CDI, spinta dal generoso turbodiesel da 4 litri capace di sviluppare 306 CV, con 700 Nm di coppia massima già a 2200 giri/min. Gli interni in pelle possono essere richiesti con sovrapprezzo nelle versioni con allestimento Sport.
Nel 2007 la ML63 AMG diventa disponibile anche con pacchetto V-Max, grazie al quale la velocità massima può raggiungere 275 km/h. Viene inoltre proposta un'edizione speciale, celebrativa del decimo compleanno della Classe M. Tale edizione, denominata appunto Edition 10, è caratterizzata tra l'altro da cerchi specifici da 20 pollici, fari allo xeno, verniciatura grigio-titanio e selleria in pelle bicolore.
Nell'aprile del 2008 si ha il restyling: viene leggermente ridisegnato il paraurti anteriore, mentre i gruppi ottici frontali beneficiano di una leggerissima "appendice" in più nel lato inferiore, appendice che incorpora i nuovi indicatori di direzione. Viene ridisegnata anche la griglia della calandra. In coda, invece, vengono montati fari a led. Dal punto di vista meccanico vi è una sola novità, consistente nel pensionamento del motore da 5 litri utilizzato sulla ML500: al suo posto viene montato un nuovo V8 da 5.5 litri, della potenza di 388 CV. Tra i livelli di allestimento, sparisce il livello Offroad Pro, sostituito dall'allestimento Premium, assai ricco e lussuoso.
Nel 2009 i modelli ML280 CDI, ML320 CDI ed ML420 CDI vengono rispettivamente ribattezzati ML300 CDI, ML350 CDI e ML450 CDI senza aggiornamenti di rilievo. Lo stesso anno viene introdotta la ML350 BlueTEC, sempre mossa da 3 litri turbodiesel common rail, ma integrata con la tecnologia BlueTEC, consistente in un piccolo serbatoio di additivo a base di urea chiamato AdBlue, il quale viene iniettato a piccole dosi all'interno del tubo di scarico, nel tratto a monte del catalizzatore. Tale additivo, durante la catalisi, si fonde con gli ossidi di azoto trasformandosi in azoto e vapore acqueo, con ovvii benefici in termini di emissioni inquinanti.
Nel 2010 la ML300 CDI vede la sua potenza passare da 190 a 204 CV, mentre la ML350 CDI passa da 224 a 231 CV. Sempre nel 2010 sparisce la ML63 AMG V-Max. Rimane invece in listino la ML63 AMG "normale".
Infine, nel 2011, la produzione della W164 termina per lasciare il posto alla terza generazione della Classe M, siglata W166

### Riepilogo caratteristiche
Di seguito vengono riepilogate le varie versioni previste per la gamma W164. I prezzi riportati si riferiscono al livello di allestimento più basso, laddove ne siano previsti più d'uno, ed al momento del debutto nel mercato italiano.
| Modello | Sigla telaio       | Motore                          | Cilindrata cm³     | Potenza CV/rpm     | Coppia Nm/rpm      | Massa a vuoto (kg) | Velocità max       | Acceler. 0–100 km/h | Consumo (l/100 km) | Emissioni CO2 (g/km) | Anni di produzione | Prezzo al debutto in Euro |
| Versioni a benzina | Versioni a benzina | Versioni a benzina              | Versioni a benzina | Versioni a benzina | Versioni a benzina | Versioni a benzina | Versioni a benzina | Versioni a benzina  | Versioni a benzina | Versioni a benzina   | Versioni a benzina | Versioni a benzina        |
| --- | ------------------ | ------------------------------- | ------------------ | ------------------ | ------------------ | ------------------ | ------------------ | ------------------- | ------------------ | -------------------- | ------------------ | ------------------------- |
| ML350 | 164.186            | M272E35 (272.967)               | 3498               | 272/6000           | 350/ 2400-5500     | 2.060              | 225                | 8"4                 | 11.5               | 275                  | 2005-11            | 51.691                    |
| ML500 | 164.175            | M113E50 (113.964)               | 4966               | 306/5600           | 460/ 2700-4250     | 2.100              | 240                | 6"9                 | 13.4               | 319                  | 2005-08            | 69.211                    |
| ML500 | 164.172            | M273KE55 (273.963)              | 5461               | 388/6000           | 530/ 2800-4800     | 2.110              | 250                | 5"8                 | 12.8               | 304                  | 2008-11            | 74.815                    |
| ML63 AMG | 164.177            | M156E63 (156.980)               | 6208               | 510/6800           | 630/5200           | 2.235              | 250                | 5"                  | 16.5               | 392                  | 2006-11            | 107.951                   |
| ML63 AMG V-Max | 164.177            | M156E63 (156.980)               | 6208               | 510/6800           | 630/5200           | 2.235              | 275                | 5"                  | 16.5               | 392                  | 2007-10            | 111.441                   |
| Versioni diesel |                    |                                 |                    |                    |                    |                    |                    |                     |                    |                      |                    |                           |
| ML280 CDI | 164.120            | OM642DE30LA red. (642.940 red.) | 2987               | 190/4000           | 440/ 1400-2800     | 2.110              | 205                | 11"                 | 9.4                | 249                  | 2005-09            | 49.291                    |
| ML300 CDI | 164.120            | OM642DE30LA red. (642.940 red.) | 2987               | 190/4000           | 440/ 1400-2800     | 2.110              | 205                | 11"                 | 9.3                | 246                  | 2009-101           | 55.395                    |
| ML300 CDI | 164.120            | OM642DE30LA red. (642.940 red.) | 2987               | 204                | 500                | 2.110              | 210                |                     | 8.4                | -                    | 2010-112           | -                         |
| ML350 BlueTEC | 164.124            | OM642DE30LA                     | 2987               | 211/3400           | 540/ 1600-2400     | 2.110              | 210                | 8.8"                | 9.1                | 239                  | 2009-11            | 59.551                    |
| ML320 CDI | 164.122            | OM642DE30LA (642.940)           | 2987               | 224/3800           | 510/ 1600-2800     | 2.110              | 215                | 8.6"                | 9.4                | 249                  | 2005-09            | 51.691                    |
| ML350 CDI | 164.122            | OM642DE30LA (642.940)           | 2987               | 224/3800           | 510/ 1600-2800     | 2.110              | 215                | 8.6"                | 9.5                | 250                  | 2009-10            | 57.795                    |
| ML350 CDI | 164.122            | OM642DE30LA (642.940)           | 2987               | 231/3800           | 540/ 1600-2400     | 2.110              | 220                | 8.5"                | 9.4                | 246                  | 2010-11            | 58.451                    |
| ML420 CDI | 164.128            | OM629DE40LA (629.912)           | 3996               | 306/3600           | 700/ 2000-2600     | 2.240              | 235                | 7.1"                | 11.1               | 294                  | 2005-09            | 72.338                    |
| ML450 CDI | 164.128            | OM629DE40LA (629.912)           | 3996               | 306/3600           | 700/ 2000-2600     | 2.240              | 235                | 7.1"                | 11.1               | 292                  | 2009-11            | 77.221                    |
| 1per il mercato italiano, la commercializzazione non termina nel 2010 ²Per la Germania ed alcuni altri mercati esteri |                    |                                 |                    |                    |                    |                    |                    |                     |                    |                      |                    |                           |

#### La ML450 Hybrid

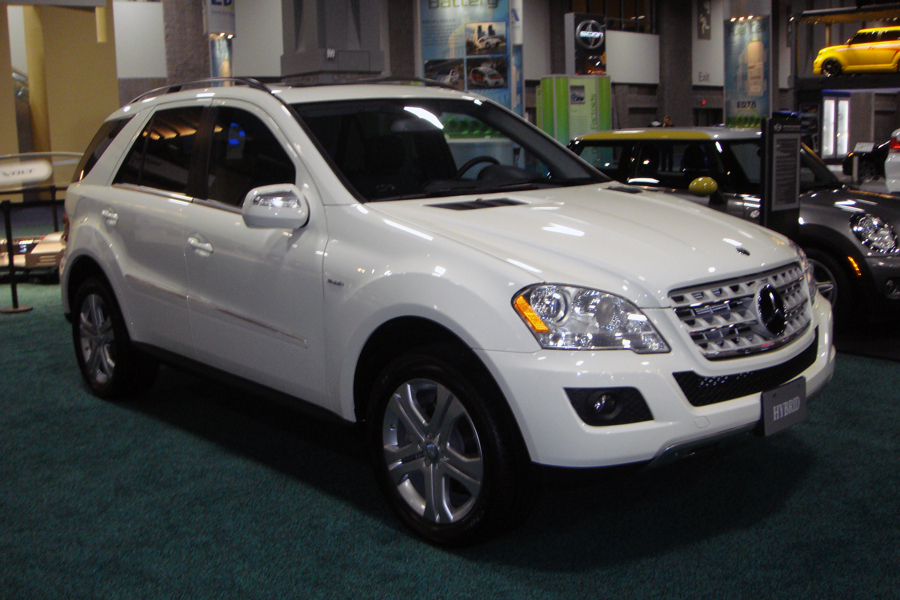
La ML450 Hybrid

Un capitolo a parte va dedicato ad una particolare versione della Classe M W164, che è la ML450 Hybrid: introdotta nel 2009 al Salone di New York, e destinata esclusivamente al mercato statunitense, la ML450 Hybrid è equipaggiata con un V6 a benzina da 3498 cm³ e da 279 CV, accoppiato a due motori elettrici, da 85 CV ognuno, ma con valori di coppia massima rispettivamente di 235 e 260 Nm. Tali motori sono alimentati da una batteria al nichel-metallo idruro capaci di erogare fino a 45 kWh. La potenza combinata dei tre motori è di 340 CV, mentre la coppia massima è di 517 Nm. I due motori elettrici sono integrati nella scatola del cambio: quest'ultimo è piuttosto singolare nella sua architettura, poiché possiede quattro rapporti fissi e due a variazione continua, in maniera tale da poter passare dalla modalità elettrica a quella a scoppio senza praticamente che il conducente sia accorga di alcunché, ma anche per permettere ai motori elettrici di poter funzionare come dispositivi Start & Stop. Per permettere a dispositivi come la pompa del servosterzo di funzionare anche in modalità elettrica, nella ML450 Hybrid il servosterzo non è più idraulico come nelle altre W164, ma elettrico. La particolare tecnologia utilizzata nella ML450 Hybrid ha permesso di eliminare alternatore e motorino di avviamento.

La ML450 Hybrid è anche la più pesante della gamma W164, con i suoi 2.380 kg, a causa della batteria utilizzata.

## La W164 nei media
- In ambito videoludico, la W164 è presente nel videogioco World Racing 2 (in versione ML 500 e ML 7.3L).[1]